# 시민저널리즘

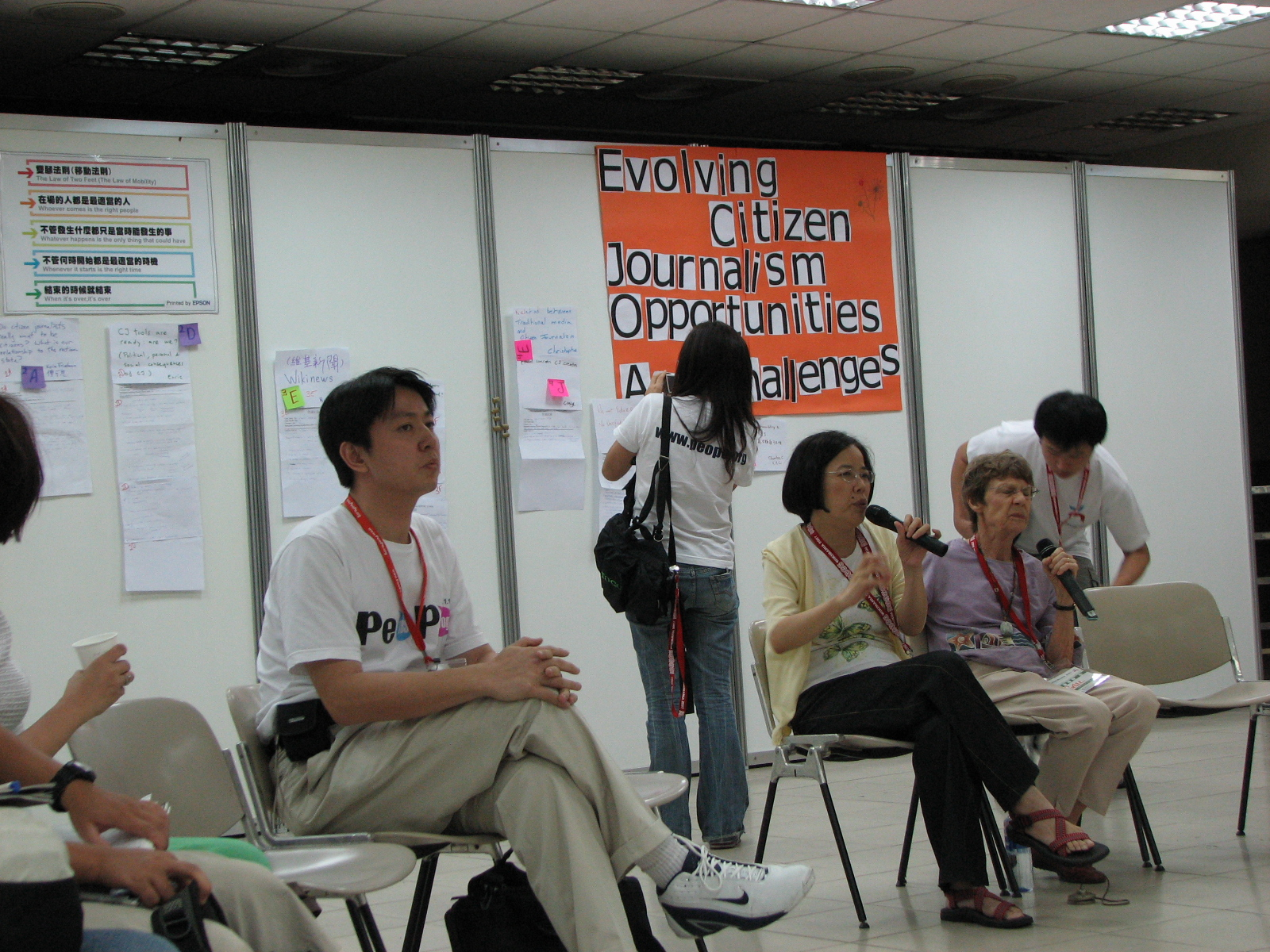
Wikimania 2007 시민저널리즘 언컨퍼런스

시민저널리즘(또는 시민언론, 협력적 미디어, 참여형 저널리즘, 민주주의 저널리즘, 게릴라 저널리즘 또는 거리 저널리즘)은 "뉴스와 정보를 수집, 보도, 분석 및 보급하는 과정에서 일반 시민들이 적극적인 역할을 하는" 것에 기반한 저널리즘이다. 비슷하게, 코트니 C. 래츠(Courtney C. Radsch)는 시민저널리즘을 "전문 언론 분야의 결함에 대응한 뉴스 및 보도의 대안책으로 정의하며, 전통적인 주류 언론보다 대체 소스의 타당성에 의존한다"고 정의한다. 한편, 제이 로젠은 시민저널리즘을 더 간단하게 정의한다: "이전엔 '청중'이었던 사람이 다른 이에게 정보를 전달하는 것"이다. 시민저널리즘의 근본적인 원칙은 전문 언론인이 아닌 평범한 사람이 뉴스의 주요 창작자와 배포자가 될 수 있다는 것이다. 다만, 시민저널리즘에 전문 기자, 혹은 그와 비전문 기자가 협동해 만드는 저널리즘은 포함될 수 없다.
시민저널리즘은 시민 미디어와 사용자 생성 콘텐츠(UGC)의 특정 형태다. "시민"이라는 용어는 시민 의식과 사회적 책임감과 관련이 있으며, "저널리즘"이라는 용어는 특정 직업을 가리키므로, 코트니 C. 래츠는 이 용어가 아마추어에 의해 수행되는 이 특정 형태의 온라인 및 디지털 저널리즘을 가장 잘 설명하는 용어라고 주장한다. 이 용어는 저널리즘의 실천과 정치 및 공공 영역과 관련성을 강조하기 때문이다.
다양한 온라인 인터넷 플랫폼의 발전으로 시민저널리즘은 실현하기 쉬워졌다. 소셜 네트워킹 및 미디어 공유 웹사이트 와 같은 새로운 미디어 기술은 휴대폰 보급률 증가와 함께 전 세계 사람들이 시민저널리즘에 더 쉽게 접근할 수 있도록 했다. 최근 뉴미디어의 발전은 정치적 영향을 미치기 시작했다. 기술의 가용성으로 인해 시민들은 종종 전문 기자보다 속보를 더 빨리 보도할 수 있다. 주목할 만한 시민저널리즘의 사례로는 2010년 하이티 지진, 아랍의 봄, 월스트리트 점령 운동, 2013년 터키 시위, 우크라이나 유로마이단 사건 및 시리아 내전, 2014년 퍼거슨 민란과 블랙 라이브즈 매터 운동이 있다.
시민저널리즘은 아직 개념적인 틀과 지침을 확립하지 않았다. 그래서 보다 주관적일 수 있으며, 이는 대중의 의견을 형성 하는 것에 있어 부분적으로 영향을 끼친다. 전문 기자나 뉴스 기관 등을 포함한 시민저널리즘의 비판자는 이 현상이 규제되지 않아 전문성이 떨어지고, 질이 낮다고 판단한다. 또한, 시민 저널리스트들은 소속이 없기 때문에, 대중에 전달할 수 있는 창구가 없다고 여겨진다.

## 이론
대안 미디어의 한 형태인 시민저널리즘은 주류 미디어의 전문화되고 제도화된 관행에 대해 도전한다.
Flew에 따르면, 시민저널리즘이 부상한 데에는 세 가지 핵심 요소가 있다: 개방적 출판(open publishing), 협업적 편집(collaborative editing), 분산 콘텐츠(distributed content). Mark Glaser는 2006년에 다음과 같이 말했다.
전문적인 저널리즘 교육을 받지 않은 사람도 현대 기술의 도구와 인터넷의 연결망을 활용하여 자체적으로 미디어를 만들거나 보완하거나 사실 확인을 할 수 있다. 다른 사람들과 협력도 가능하다.
J. D. Lasica는 "참여형 저널리즘은 무엇인가?" (2003)에서 시민저널리즘에 대한 미디어를 다음과 같은 유형으로 분류한다:
1. 관중 참여 (뉴스 이야기에 첨부된 사용자 댓글, 개인 블로그, 개인 휴대용 카메라로 촬영한 사진 또는 비디오 자료, 또는 지역 주민이 작성한 지역 뉴스)
2. 독립적인 뉴스 및 정보 웹사이트 (Consumer Reports, the Drudge Report)
3. 완전한 참여형 뉴스 사이트 (one:convo, NowPublic, OhmyNews, DigitalJournal.com, GroundReport, 'Fair Observer')
4. 협력적이고 기여도 있는 미디어 사이트 (Slashdot, Kuro5hin, Newsvine)
5. 기타 유형의 미디어 (메일링 리스트, 이메일 뉴스레터)
6. 개인 방송 사이트 (KenRadio와 같은 비디오 방송 사이트)
7. 오픈 소스 뉴스 플랫폼 (Veiwapp과 같은 모바일 앱)

시민, 대안 및 참여형 저널리즘의 문헌은 주로 민주주의적 맥락에서 위치해 있으며, 경제적 논리에 지배되는 기업 뉴스 미디어에 대한 대응으로 본다. 일부 학자들은 Sylvia Moretzsohn, Courtney C. Radsch, 및 Clemencia Rodríguez는 시민저널리즘 연구를 서구권을 넘어 확장하고자 했다. 예를 들어 Radsch는 "아랍 세계 전역에서 시민 언론인들이 인권과 민주적 가치를 증진하는 데 전념하는 새로운 사회 운동의 선봉으로 부상했다."라고 썼다.

### 시민권 이론
빈센트 캠벨(Vincent Campbell)에 따르면, 시민권 이론은 시민을 위한 저널리즘과 시민으로서의 저널리즘으로 두 가지 핵심 그룹으로 분류될 수 있다. 시민권에 대한 두 가지 이론은 고전적인 시민권 모델을 기반으로 한다. 고전적인 시민권 모델은 정보화된 시민들의 이념에 근간을 두며, 시민보다는 저널리스트의 역할에 중점을 둔다.
고전적 모델은 네 가지 주요 특징을 갖고 있다:
- 시민에게 정보를 제공하는 언론인의 역할
- 시민이 제공되는 뉴스에 정기적으로 참석하면 정보를 얻은 것으로 간주한다.
- 더 많은 정보를 가진 시민이 참여할 가능성이 더 높다.
- 더 많은 정보를 가진 시민이 참여할수록 더 민주적인 국가가 될 가능성이 높다.[13]

첫 번째 특징은 저널리즘이 시민을 위한 것이라는 주장이다. 이에 대한 주요 문제 중 하나는 시민들이 가져야 할 정보의 양과 성격, 그리고 두 가지 간의 관계에 대한 규범적인 판단이 존재한다. 시민을 위한 저널리즘의 한 분야는 "감시 시민"이라는 개념이다. "감시 시민"은 시민들이 적절하고 전략적으로 어떤 뉴스와 정보를 선택하여 소비해야 하는지를 주장한다. "감시 시민"은 다른 형태의 이 이념과 함께 개인들을 정보를 통해 변화와 시민권을 실현하는 주체로 보는 것이다. 그러나 이 정보의 생산은 시민권의 행위와 동일하지 않으며, 대신 저널리즘의 행위다. 따라서 시민과 저널리스트는 구별되는 역할로 묘사되며, 저널리즘은 시민들이 시민권을 위해 사용하는 도구이며 저널리스트는 시민들에게 봉사하는 역할을 한다.
두 번째 특징은 저널리즘을 시민권으로 간주하는 주장이다. 이 이론은 시민의 정체성과 활동의 다양한 측면에 초점을 맞추며, 시민저널리즘을 직접적으로 시민권의 구성 요소로 이해한다. "유동적 시민권"이라는 용어는 개인들이 참여하는 라이프스타일이 다른 개인들과 조직과 상호작용할 수 있게 하며, 이로써 시민, 정치 및 사회의 개념적 경계를 재정의한다는 것을 묘사한다. 이 "유동적 시민권"은 개인들이 직면하는 상호작용과 경험을 시민저널리즘으로 만들어 자체적인 저널리즘 형태를 창조할 수 있게 한다. 저널리즘을 시민권으로 간주하는 대안적인 접근법은 "의무적" 시민과 "실현적" 시민 사이의 구별에 근거한다. "의무적" 시민은 전통적인 시민권 실천에 참여하는 반면, "실현적" 시민은 비전통적인 시민권 실천에 참여한다. 이 대안적 접근법은 "실현적" 시민이 전통적인 미디어보다는 온라인 및 소셜 미디어를 정보, 토론 및 참여의 출처로 활용할 가능성이 더 높다는 것을 제안한다. 따라서 온라인 및 소셜 미디어 형태의 저널리즘 실천은 실현적 시민들에게 시민권의 한 형태로 작용한다.
시민저널리즘에 대해서는 해당 분야의 전문가의 비판이 제기될 수밖에 없다. 시민 저널리스트들은 종종 신뢰할 수 없고 편향되며 훈련받지 않은 사람들로 묘사된다. 정치적 중도와 같은 의견을 가진 전문가들과 대조되는 것이다.

## 역사

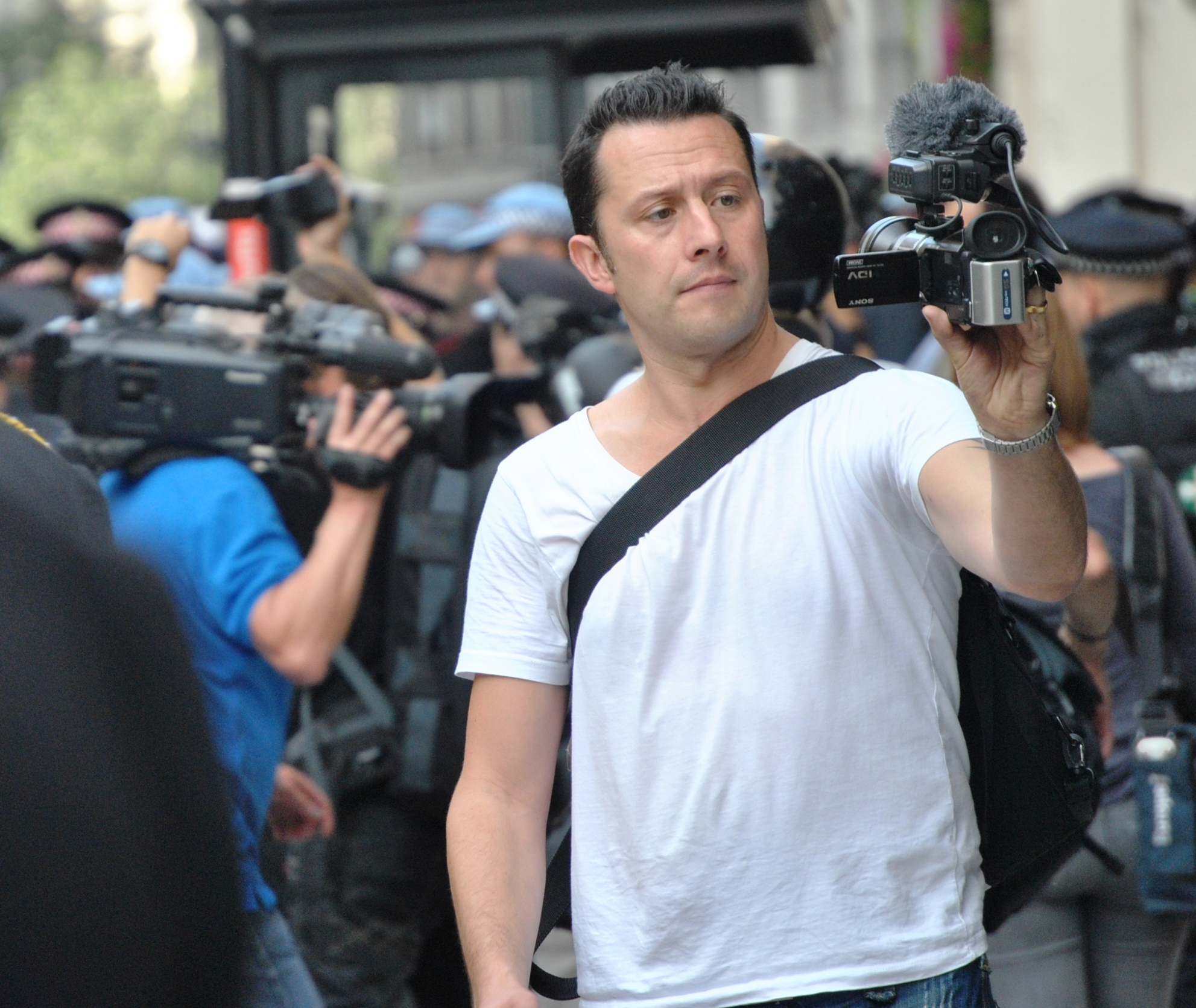
2011년 런던에서 열린 잉글리시 디펜스 리그 시위에서 시민 기자

시민저널리즘은 미국에서 오랜 역사를 가지고 있다. 시민 저널리스트 운동은 1988년 미국 대통령 선거와 같은 사건의 보도의 예측 가능성에 대해 의문을 제기한 기자의 후속으로 등장했다. 이 운동은 언론에 대한 신뢰의 침해와 정치 및 시민 문제에 대항하기 위해 진행됐다.
초기 공공저널리즘에 대한 논의는 전문 기자들이 자신들의 작업 방식을 변경함으로써 "대중을 위한" 저널리즘을 촉진하는 데 초점을 맞췄다. 그러나 Leonard Witt에 따르면 초기 공공저널리즘은 비용이 많이 들고, 시간이 많이 걸리며, 간헐적인 '특별 프로젝트'의 일부였다. 이러한 프로젝트는 종종 한 가지 문제에 대해 다루고 그 다음으로 넘어갔다. 전문 기자들이 토론을 주도하였다. 그들은 복지에서 일자리로의 전환 (환경, 교통 문제, 경제 등)에 대한 이야기를 하고, 그런 다음 시민들의 다양한 의견을 수집하여 기록하였다. 모든 기자와 편집자들이 이 형태의 공공저널리즘을 받아들이지 않았으며, 일부는 근거 없이 반대하였기 때문에 뉴스룸에서 사람들에게 다가가는 일은 결코 쉬운 일이 아니었다. 2003년에는 사실상 이러한 운동이 약해지는 모습을 보였으며, 시민저널리즘을 위한 퓨 센터(Pew Center for Civic Journalism)가 문을 닫았다.
예전부터 "시민저널리즘"이라는 용어는 명확하고 상호 합의된 정의에 대한 논의가 어려웠다. 오늘날에도 여전히 이 용어는 명확한 개념이 부족하다. 이 용어의 개념이 부정확한 가운데, 대체 용어들은 현상을 포괄적으로 설명하지 못한다. 예를 들어, "시민저널리즘"과 교환 가능한 용어 중 하나는 "사용자 생성 콘텐츠" (UGC)다. 그러나 이 대체 용어의 문제점은 시민저널리즘의 잠재적인 시민 덕목을 배제하고, 개인 소유적인 것으로 간주한다.
오늘날의 기술을 통해 시민저널리즘은 일반 사람들이 뉴스를 촬영하고 전 세계로 배포할 수 있는 기회를 얻었다. 요카이 벤클러는 "의미를 만들고, 인간적으로 의미 있는 진술을 인코딩하고 디코딩하는 능력과 자신의 의미를 전 세계로 전달하는 능력은 적어도 수억 명 이상의 사용자들에게 소지되거나 쉽게 이용 가능하다"고 언급하였다. 보스턴 칼리지(Boston College)의 헌법법 교수인 메리-로즈 파판드레아 교수는 "시민저널리즘과 기자 특권"이라는 논문에서 다음과 같이 언급하고 있다.
여러 측면에서, "기자"라는 정의는 이제 원점으로 돌아온 것으로 보인다. 미국 헌법의 첫 번째 수정안이 채택된 시점에 "언론의 자유"는 출판사용 인쇄기를 사용하여 출판하는 자유를 말했으며, 출판 사업을 영위하는 조직화된 단체의 자유가 아니었다. ... "언론"이라는 개념이 개인과 기업이 종종 경쟁적인 상업적인 언론사업에 종사하는 것을 설명하는 것으로 변화한 것은 19세기 후반까지 이루어지지 않았다.
최근 시민저널리즘의 한 동향은 블로거 제프 자비스(Jeff Jarvis)가 하이퍼로컬 저널리즘(hyperlocal journalism)이라고 부르는 것으로 나타났다. 온라인 뉴스 사이트들은 구독 지역의 지역 주민으로부터 기고를 받아들이며, 이들은 종종 기성 신문이 무시하는 주제에 대해 보도한다. "우리는 전통적인 저널리즘 모델을 뒤집은 것"이라 캘리포니아 주 베이커스필드의 노스웨스트 보이스(Northwest Voice)의 발행인 메리 루 풀턴(Mary Lou Fulton)이 설명한다. "중요한 것은 '뉴스가 아니다'라고 말하는 문지기가 되는 대신, 문을 열고 사람들을 들어오게 하는 사람이 되는 것이다. 우리는 소수의 기자들과 편집자들의 견해를 통해 모든 것을 걸러내는 것보다 목소리의 눈과 귀 역할을 하는 수천 명의 독자들이 있기 때문에 더 나은 지역 신문이다."

## 시민 기자
제이 로젠(Jay Rosen)에 따르면, 시민 저널리스트는 "이전에 '관객'으로 알려진 사람들"로, 일방적으로 운영되는 미디어 시스템의 수신측이었다. 소수의 기업들의 목소리를, 그것을 다른 사람들과 격리된 상태에서 들어야 했다. 그런데 오늘날에는 전혀 그런 상황이 아니다. ... '관객'으로 알려진 사람들이 현실적이고 더 능동적이고 예측하기 어려운 대중이 된 것뿐이다."
아브라함 자프루더(Abraham Zapruder)는 존 F. 케네디 대통령 암살 사건을 가정용 영화 카메라로 촬영해 시민저널리스트의 선조로 불린다. 이집트 시민 와엘 압바스(Wael Abbas)는 자신의 블로그인 'Misr Digital (Digital Egypt)'과 경찰관 두 명이 버스 기사를 폭행하는 영상을 공개하여 그들의 유죄 판결에 이바지한 데 대해 여러 국제 보도상을 수상하기도 했다.
2001년 9/11 테러 공격 당시 세계무역센터(World Trade Center)에서의 목격자들의 다수 계정은 시민 저널리스트로부터 전해졌다. 세계무역센터 근처의 시민저널리스트들로부터의 이미지와 이야기는 이 사건의 주요한 내용으로 기여한다.

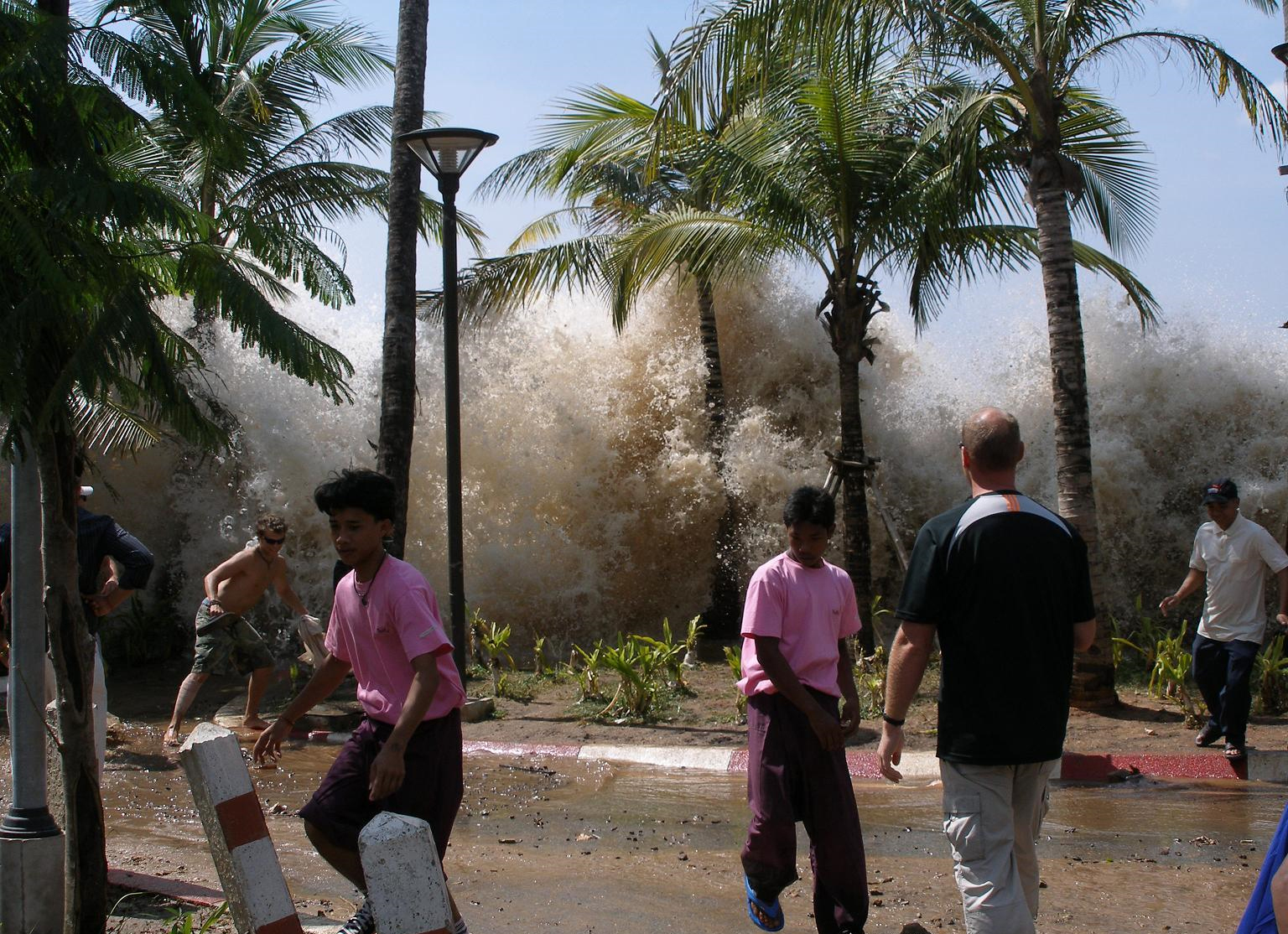
구경꾼이 찍은 2004년 쓰나미 사진이 Wikimedia Commons에 업로드됨

2004년에는 인도네시아 바운다 아체(Banda Aceh)와 인도양 일대에서 9.1 규모의 해저 지진으로 인해 거대한 쓰나미가 발생했는데, 그 때는 이전에 관련이 없던 블로거들로 이루어진 웹로그 기반의 가상 네트워크가 실시간으로 뉴스를 다루며 등장했고, 쓰나미 이후 첫 주에는 전통적인 언론에게 중요한 정보원이 되었다. 많은 사람들이 쓰나미를 경험한 뉴스 영상들이 널리 방송되었으며, "현장" 시민보도와 블로거 분석도 많이 보도되었고, 이후로는 주요 언론 매체들에서 전 세계적으로 이를 취재하게 되었다.
재해와 그 이후의 시민저널리즘 보도 이후, 연구자들은 사실상 시민저널리스트들이 재해 경보 시스템 자체에서 핵심적인 역할을 할 수 있으며, 기술만으로 구성된 쓰나미 경보 장비 네트워크보다 더 높은 신뢰성을 갖고 있을 수 있다고 제안했다. 이 경우에는 무관한 제3자들에 의한 해석이 필요한 쓰나미 경보 장비 네트워크보다 시민 저널리스트가 더 신속하고 정확한 정보를 전달할 수 있다는 것을 말한다.
2009년 이란 선거 시위에서 외국 기자들이 사실상 "보도를 금지당한" 후에, 마이크로블로그인 트위터(Twitter)가 중요한 역할을 하였다. 이 시위 중 트위터는 이란에서의 공공 커뮤니케이션 역할로 인해 이란은보도를 중단시킬 예정이었으나, 이를 지연시켰다.
블로그, YouTube, 트위터와 같은 소셜 미디어 플랫폼은 댓글 작성, 좋아요 표시, 링크 공유, 콘텐츠 공유를 통해 다른 시민들과의 참여를 촉진하고 용이하게 만들어 준다. 이러한 아마추어 뉴스 블로거들이 생산한 콘텐츠의 대다수는 원본 콘텐츠가 아니라 다양한 블로거들에 의해 모니터링되고 편집된 커레이션된 정보였다. 소셜 미디어 플랫폼의 등장으로 아마추어 뉴스 블로거들의 수가 감소하였는데, 이는 운영 및 유지보수가 훨씬 쉬운 소셜 미디어 플랫폼 덕분에 개인들이 손쉽게 콘텐츠를 공유하고 생성할 수 있게 되었기 때문이다.
Wikimedia Foundation은 참여 저널리즘 웹 사이트인 Wikinews를 호스팅한다.
2021년 퓰리처상 특별 표창 및 상 수상자는 조지 플로이드의 살인 사건을 휴대전화로 녹음한 다넬라 프레이저 에게 돌아갔다.

## 전 세계적인 맥락에서 시민저널리즘

### 인도
인도는 서방국가와 비교하여 "이중자릿수 성장률"로 확장되는 다양한 언론 환경을 갖고 있다.인권 침해, 여성에 대한 폭력 및 일상적인 목격자 증언과 관련된 문제들이 존재한다. 특히 2008년 뭄바이 테러 당시 트위터에서 공유된 이미지는 인도 시민저널리즘의 한 예다.

### 이라크
2004년 Daylight Magazine은 바그다드와 팔루자에 거주하는 시민에 배포할 일회용 카메라 상자를 보냈다. 이들은 2004년 5월에 Susan Meiselas, Roger Hutchings 등과 같은 획기적인 다큐멘터리 작업과 함께 출판되었다. 2004년 6월 Fred Ritchen과 Pixel Press는 Daylight와 협력하여 다음을 포함하여 미국 전역의 다양한 기관에 전달된 이미지 및 캡션 순회 전시회를 만들었다. 이전에 Council on Foreign Relations, Center for Photography Woodstock, New York University, Union College, Michigan University, Central Michigan University 등을 방문한 후, 이 작업은 Duke University의 Archive of Documentary Art에 기증되었다.

### 영국
시민저널리즘은 개인이 전 세계적인 규모에서 인정받을 수 있는 플랫폼을 제공한다. 정보와 뉴스의 유통은 세계에서 일어나는 사건에 대한 정확한 인식을 완전히 드러내지 않는다. 예를 들어, 런던을 기반으로 하는 On Our Radar는 보고 매커니즘과 훈련받은 시민들은 기성 언론이 어떤 얘기에 대해 머뭇거리는 것과 달리 과감히 드러낸다. On Our Radar는 에볼라와 관련하여 시에라리온의 목소리를 위해 노력하였으며, 이는 중요한 정보에 쉽게 접근할 수 있게 하고 질문과 보고 기회를 더 많이 열어주었다.
사회가 발전하고 성장하며 온라인 미디어에 더 의존함에 따라, 정치 뉴스 등에 관한 소식을 듣지 못하는 못한 대중에게 정보를 전달하는 개인들의 수가 증가하고 있다. 이러한 진화를 통해 시민저널리즘은 교육 기회를 누리지 못한 대중에게도 주변 환경과 자국에 대해 여전히 정보를 알려줄 수 있는 능력을 갖추고 있다. 대중에게 제공되는 수요 및 왜곡된 정보에 대한 요구에 응답하며 시민저널리즘의 역량을 강조하는 것으로 입증되었다. 시민저널리즘은 정부의 입장과 행동에서 발생하는 불일치로 인해 대중이 정부에 대한 불신을 품게 되는 문제에 대한 해결책을 제공하는 플랫폼이다.
2020년에는 지역 시민 저널리스트 간행물 네트워크인 Bylines 네트워크가 설립되었으며 이후 7개 지역 지사를 포함하도록 확산되었다.

### 중국
시민저널리즘은 중국 미디어와 사회 내에서 많은 변화와 영향을 만들었다. 중국의 온라인 활동은 매우 통제되고 있지만, 시민저널리즘과 기성 언론 간의 상호 연결은 정치적으로나 사회적으로 의미 있는 정보를 전파하여 진보적인 변화를 촉진하는 데 기여하였다. 이를 통해 중국 대중은 통제되고 감시되는 온라인 존재와 그에 포함된 정보를 우회하여 접근할 수 있는 기회를 갖게 되었다.
시민 저널리스트는 진실을 밝힐 때 국내 및 국제 관객에게 많은 타격을 입는다. 대부분의 경우, 이러한 타격은 해당 저널리스트가 속한 국가의 정부 당국과 법 집행 기관으로부터 발생한다. 시민 저널리스트들은 대중에게 필요하며 지지를 받지만, 그들은 정부에게 위협으로 여겨진다. 대중은 주변 환경에서 이러한 수준의 저널리즘을 추구하기 위한 자원을 가지고 있으며, 선정성이나 상위 기관의 영향을 받지 않는 현실적인 관점을 기반으로 한다. 시민저널리스트들이 수행하는 진정성 있는 접근 방식으로 인해 다양한 형태의 시민저널리즘은 많은 뉴스 및 미디어 출처를 구식으로 만들었다.
2019-20년 홍콩 시위 중엔, 사회적으로 목적을 가진 사기성 사진들이 널리 퍼졌다. 이 사진은 사람들이 기자인 것처럼 꾸며 언론 자유 규정을 남용하여 경찰을 방해하는 것을 유도하기 위한 것으로, 시민 저널리스트의 신뢰성을 훼손하는 것이 목적이었다.
중국의 경우, 코로나바이러스로 인해 발생한 국가적인 대유행과 관련하여, 시민 저널리스트의 많은 목소리가 검열되고 제한되었다. 이는 중국의 사회적 기후를 시각적으로와 음성으로 기록하는 과정에서 발생했다. 예를 들어, 중국 시민 저널리스트는 전염병이 전 세계로 퍼질 때 중국의 우한에서의 상황을 담은 동영상을 게시했다. 결과적으로 이 저널리스트는 경찰에게 체포되어 2개월 동안 석방되지 않았다. 이 시민 저널리스트의 경험은 빙산의 일각이다.

## 비판

### 객관성
시민 저널리스트는 자신들이 보도하는 커뮤니티 내에서 활동가일 수도 있다. 이로 인해 The New York Times와 같은 전통적인 언론 기관들로부터 일부 비판을 받아왔는데, 이들은 공공 저널리즘의 지지자들이 객관성의 목표를 버리고 있다고 비난한다. 많은 기성 언론의 기자는 시민저널리즘을 다소 회의적으로 바라보며, 정확성과 보도 윤리에 관여하는 것을 이해할 수 있는 것은 훈련받은 기자뿐이라고 믿는다. 예를 들어, Nicholas Lemann, Vincent Maher, 그리고 Tom Grubisich 등이 있다.
Rhodes 대학교의 New Media Lab 소장인 Vincent Maher가 집필한 학술 논문에서는 시민 저널리스트가 제기한 몇 가지 약점에 대해 "세 가지 치명적인 E"라는 용어로 언급하고 있다. 이는 윤리, 경제, 그리고 인식론에 관련된 요소들을 의미한다.
언어학 및 언어학 교수인 Patricia Bou-Franch의 분석 결과, 일부 시민 저널리스트가 여성에 대한 폭력을 지속시키는 담론에 편승하는 것을 발견했다. 그녀는 이러한 담론이 성에 기인한 남성 폭력의 이념을 의심하는 다른 사람들에 의해 만들어졌다는 것을 발견했다.

### 품질
2005년에 Tom Grubisich가 쓴 기사에서는 10개의 새로운 시민저널리즘 사이트를 검토했고, 그 중 많은 사이트가 품질과 내용면에서 미흡하다는 것을 발견했다. Grubisich는 1년 후에 "Potemkin Village Redux"로 후속 작업을 했다. 그는 사이트들이 편집상으로 개선되었고 심지어 수익성에 가까워지고 있다는 것을 발견했지만, 편집 비용을 지출하지 않았다. 또한 기사에 따르면, 편집 내용이 가장 약한 사이트들은 더 강력한 재정 자원을 가지고 있기 때문에 공격적으로 확장할 수 있었다.
Pressthink에서 발행된 다른 기사는 Backfence라는 시민저널리즘 사이트를 검토했다. 이 사이트는 처음에 워싱턴 D.C. 지역에 3개의 위치를 갖고 있었으며, 이 기사는 사이트가 제한된 시민의 기여만을 유치했다는 사실을 드러냈다. 저자는 "실제로 Backfence의 페이지를 클릭하면 서부 개척지와 같은 느낌이다. 외진 곳이고 종종 외로워하며, 사람들을 위한 공간이지만 아무도 살지 않는 곳이다. 최근에는 버지니아주의 알링턴을 위한 사이트를 시작했다. 그러나 더 많은 주민이 없다면, Backfence는 더 많은 유령 도시를 만들 가능성이 있다."라고 결론을 내렸다.The Baltimore Sun 의 전직 기자이자 TV 시리즈 The Wire 의 작가 겸 프로듀서인 David Simon은 시민저널리즘의 개념을 비판하면서 취미로 글을 쓰는 무급 블로거가 훈련되고 전문적이며 노련한 언론인을 대체할 수 없다고 주장했다.
디지털저널리스트 웹매거진의 사설도 '시민 저널리스트'라는 용어를 폐지하고 '시민 취재원'으로 대체해야 한다고 주장하며 비슷한 입장을 표명했다.
"전문 저널리스트들은 매일 화재, 홍수, 범죄, 입법부 및 백악관을 다루고 있다. 그들은 해당 기관이나 담당기관에서 검증된 자격증을 제시함으로써 소방선, 경찰선, 보안 또는 비밀 서비스 등을 통과할 수 있다. 시민 저널리스트인 아마추어들은 항상 그 선 바깥에 위치할 것이다. 대통령 행사에 카메라 폰을 가진 모든 사람을 입장시키기 위해 백악관이 그 문을 널리 열것을 상상해보아라."
시민기자는 실시간 보도가 가능하고 감시 대상이 아니라는 점에서 보도의 정확성에 대한 비판을 받기도 하지만, 주류 언론이 보도하는 뉴스도 가끔 시민기자가 제대로 보도한 사실을 오보하기도 한다. 미국 인구의 32% 정도가 미디어를 상당히 신뢰한다.

### 기성 언론에 미치는 영향
시민저널리즘은 언론에 상당한 영향을 미쳤다. 시민저널리즘은 사람들이 원하는 대로 언제든지 내용을 게시할 수 있게 허용하기 때문이다. 경쟁력을 유지하기 위해 기자는 이제 글을 쓰고 편집하며 사진을 추가해야 한다는 것을 의미하며, 또한 신문사나 언론사는 시민들이 인터넷에 콘텐츠를 게시하는 속도와 동일한 속도로 기자들이 콘텐츠를 생산하는 것이 필수적이라고 인식하고 있다. 그러나 이것은 어렵다. 많은 뉴스 회사들이 예산 삭감에 직면하고 있으며, 기자들에게 적절한 대가를 지불할 여력이 없다. Astra Taylor의 책 'The People's Platform'에 따르면, 언론 취업의 불확실성과 등록금 인상에도 불구하고, 최근 몇 년 동안 언론 전공자 수는 35% 증가했다.

## 미래

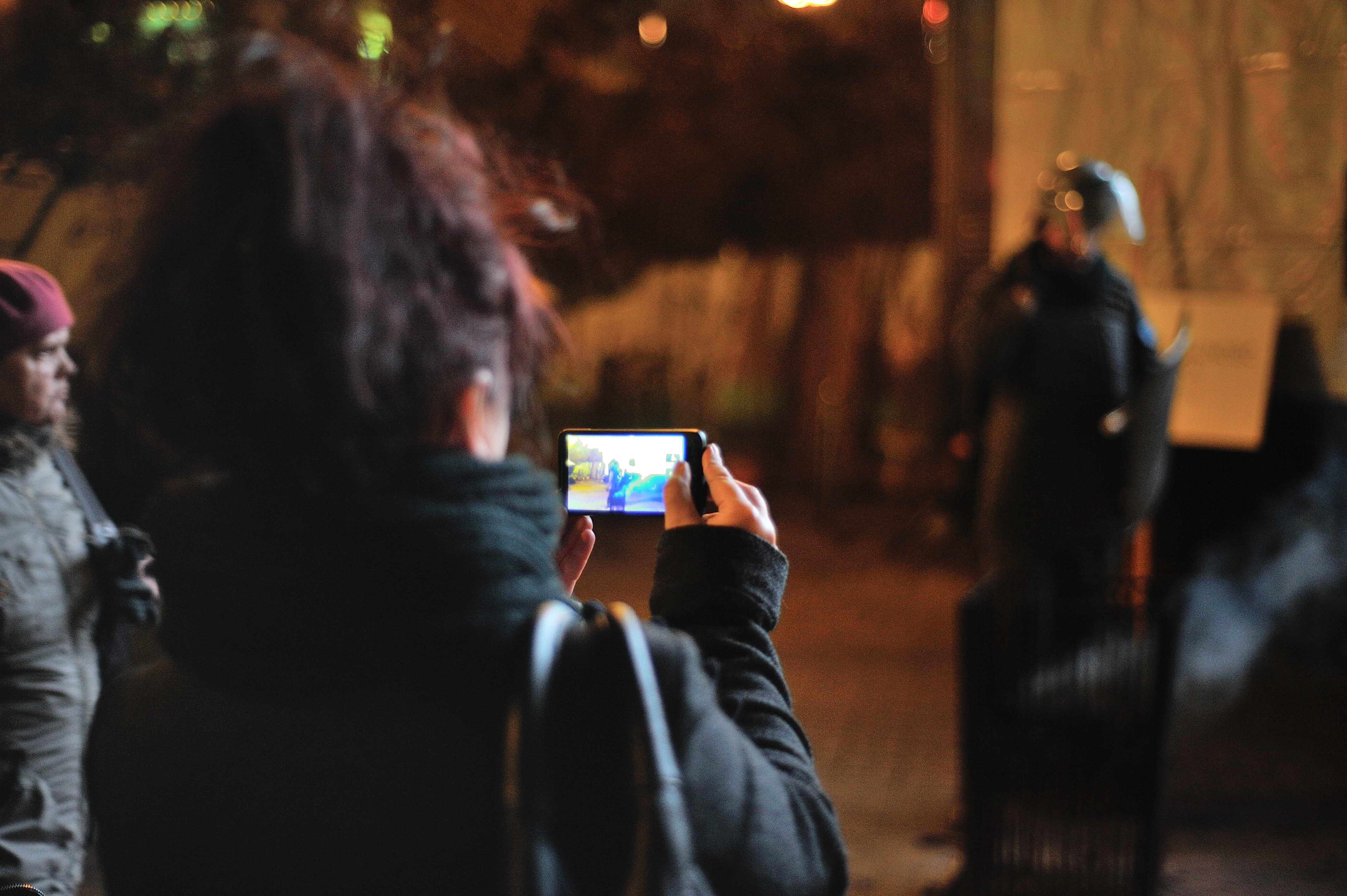
사진을 찍기 위해 스마트폰을 사용하는 사람

시민저널리즘은 20세기 마지막 10년과 21세기에 증가했다. 이는 인터넷의 등장과 함께 이루어졌으며, 새로운 의사소통과 뉴스 참여 방식을 도입했다. 2004년에 레너드 위트는 국립시민리뷰지에서 "다양한 시민들의 목소리가 대부분 블로그를 통해 인터넷에서 크게 들려오고 있다"고 썼다. 이러한 기술적 변화로 인해 개인들은 이전보다 더 많은 뉴스에 빠르게 접근할 수 있었다. 이러한 다양성은 사람들이 미디어와 뉴스를 소비하는 다양한 소스가 더 많아졌음을 의미한다.
시민저널리즘이 현재 이벤트 보도의 효과적인 형태로 입증되었으며, 현대 미디어의 변화를 나타낼 수 있는 신호일 수도 있다. 시민저널리즘은 국제 뉴스, 보다 민주적인 저널리즘, 주류 미디어, 대중 매체의 중요성을 포함한 다양한 형태로 확장되고 있다. 시민저널리즘은 이제 주류 뉴스의 주요 기여자 중 하나이며, 전통적인 저널리스트조차 손에 잡을 수 없는 정보를 지속적으로 제공하고 있다. 이는 인터넷과 시민 저널리스트가 제공하는 지속적인 정보가 시민저널리즘의 증가에 기여하는 주요 요인이 될 수 있으며, 결국 시민저널리즘이 어디에서나 뉴스의 주요 소스 중 하나가 될 수 있다.
Natalie Fenton은 디지털 시대 에서 시민저널리즘의 역할에 대해 논의하고 속도와 공간, 다양성과 다중 중심성, 상호 작용과 참여라는 주제와 관련된 세 가지 특성을 가지고 있다.

### 시민저널리즘의 현재 사례
시민저널리즘은 인기 있는 암호화폐 거래소 FTX와 창립자 Sam Bankman-Fried의 몰락을 문서화하는 데에 있어 효과성이 논의가 되고 있다. 시민저널리즘에 의존하는 대중 매체의 최근 사례는 사이비 보고 전략의 계속 확장되는 발전을 나타낸다. 명백한 편견과 정치적 영향력으로 인해 더 많은 사람들이 관심을 가지지 않게 됨에 따라 기성 언론에 대한 관심이 측정 가능하게 감소했다. 시민저널리즘이 정보 전달의 실행 가능한 원천임을 입증한 또 다른 예는 우크라이나 전쟁에 대한 최근 보도였다. YouTube와 같은 인기 있는 동영상 공유 플랫폼을 활용하여 시민 기자는 시청자에게 최전선의 발전에 대한 최신 업데이트를 제공할 뿐만 아니라 발전하는 이야기에 기여하는 더 큰 요인을 다룬다.

## 같이 보기
- 체리 피킹
- 추측
- 크라우드소싱
- 가짜뉴스
- 오마이뉴스
- 공개출처정보